# Bellona (planetka)
(28) Bellona je planetka nacházející se v hlavním pásu asteroidů. Byla objevena 1. března 1854 německým astronomem Karlem Theodorem Robertem Lutherem. Své pojmenování nese po římské bohyni Belloně.